# フールズ・ゴールド・ローフ

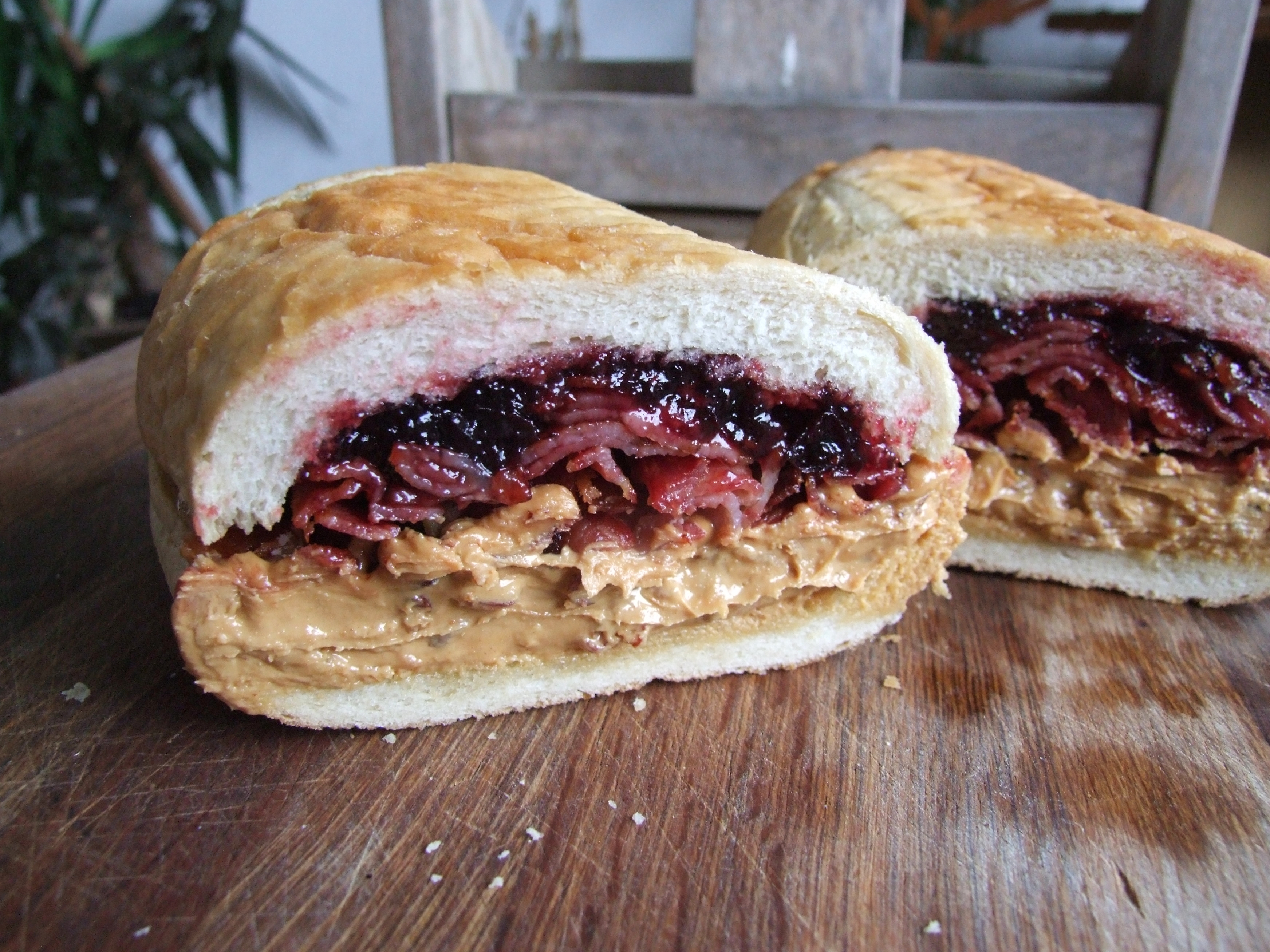
フールズ・ゴールド・ローフの例

フールズ・ゴールド・ローフ（英: Fool's Gold Loaf）はアメリカ合衆国コロラド州デンバーのご当地サンドイッチ。ベーコンとピーナツバターとゼリー状のジャムを挟んだサンドイッチである。

## エピソード
- ボストンのケータリング企業ezCater（英語版）が2019年に発表したアメリカ各州で人気のサンドウィッチリストではフールズ・ゴールド・ローフがコロラド州の代表に選ばれている[2]。
- エルヴィス・プレスリーの好物であったサンドイッチの1種としても知られており、フールズ・ゴールド・ローフを食べるためだけにプライベートジェットでデンバーまで移動していたと言われている[1][3]。
  - プレスリーが食べていたとされるものは、ピーナツバター1瓶、ジャム1瓶、炒めたベーコン1ポンドをテーブルスプーン2杯ぶんのマーガリンを塗ったサワードウ・ブレッドに詰め、丸ごと揚げたものである[4][5]。1976年時点では約5300円（2018年時点の約2万円）で販売されていた[4]。8000カロリーから4万2000カロリーあると推定されている[4][5]。

## 関連
- エルヴィスサンド - エルヴィス・プレスリーが好んだとされる別のサンドイッチ
- ピーナッツバターとジェリーのサンドイッチ  - 類似のサンドウィッチ